# Retrato de un cartujo
Retrato de un cartujo es una pintura al óleo sobre tabla de roble, obra de Petrus Christus, perteneciente al movimiento de los primitivos flamencos y realizada en 1446. La obra forma parte de la colección de Jules Bache expuesta en el Museo Metropolitano de Arte de Nueva York. Esta es una de las obras firmadas y fechadas por el autor con el texto "PETRVS · XPI · ME · FECIT · Ao · 1446" ubicado en la parte baja de la tabla, en el marco simulado. Como obra temprana de Christus, manifiesta una influencia de Jan van Eyck, aunque aplica novedades como una correcta utilización de la perspectiva lineal y la incorporación de uno de los primeros ejemplos de la técnica pictórica conocida como trampantojo.

## El contexto

### El autor
Petrus Christus fue un pintor de la escuela de los primitivos flamencos, activo en Brujas desde 1444. Los temas de su obra se sitúan dentro, tanto de las obras religiosas como de las profanas. A pesar de ser considerado un seguidor del estilo de Jan van Eyck, no coincidió con él en Brujas, ciudad donde llegó después de 1441, fecha de la muerte del maestro. Christus se decantó por mantener el espacio y el volumen de Eyck mientras restaba importancia a la continuidad rítmica y la precisión, reduciendo así las complejidades del modelo de Eyck en superficies planas y simples. Transformó el lenguaje de los maestros a un nivel más llano y familiar, sin actitudes heroicas y asequible para aquellos que, como él, provenían de zonas menos desarrolladas. Dejó de aplicar la compleja simbología religiosa escondida en los detalles de las obras de sus predecesores, en un signo de clara modernidad.
El autor hizo una aportación muy importante con la correcta utilización de la perspectiva, con un único punto de fuga central, logrando así la representación de un espacio pictórico lógico. Fue el primero de los primitivos flamencos en utilizar este tipo de perspectiva.

### Relación de la obra con su época histórica
Retrato de un cartujo es un cuadro pintado en Flandes durante el siglo XV. Es una época en la que la región flamenca vive un tiempo de desarrollo y prosperidad, con una economía fuerte basada en los productos textiles de lujo y en un comercio favorecido por la excelente situación estratégica de la zona: por allí pasaban las grandes rutas comerciales terrestres que iban desde Italia y Francia hacia el norte —Inglaterra y países nórdicos— y las rutas marítimas que iban desde el mar del Norte al Cantábrico. En la burguesía flamenca gustaba el lujo y el arte. Estas obras iban destinadas al propio disfrute, es decir, se tenían y colocaban a la vista en la vivienda para lucirlas o bien en las capillas privadas, en lo que se llama la «pintura de devoción». Por este motivo se consideraba que la pintura era una técnica ideal, manejable, barata y adecuada para reflejar los gustos burgueses.

### El estilo
La pintura se encuentra dentro del estilo de los primitivos flamencos, también llamado renacimiento flamenco. La escuela flamenca de pintura fue una de las más importantes del mundo, desde sus inicios en el siglo XV hasta el siglo XVIII. Estos primeros representantes de la escuela flamenca solían pintar cuadros de temática religiosa, que trataban como escenas costumbristas, aunque también desarrollaron el retrato y el paisaje. Utilizaban la pintura al óleo y su estilo se caracterizaba por la minuciosidad, el detalle en la reproducción de objetos, el naturalismo y el amor al paisaje. Entre los artistas más importantes de esta escuela destacan los mencionados Jan van Eyck y Petrus Christus, así como Robert Campin y Roger van der Weyden. En Cataluña cabe citar la influencia de este estilo, después de haber trabajado en el taller de Van Eyck, en Luis Dalmau, autor de la Virgen dels Consellers.
Giorgio Vasari atribuyó el descubrimiento de la técnica de la pintura al óleo a Eyck, aunque posteriormente quedó demostrado que no fue así, ya que el uso del aceite como vehículo de los pigmentos ya se utilizaba en obras pictóricas del siglo XIII. Lo que sí es destacable es el hecho de que Eyck transformara esta técnica en un procedimiento de una gran perfección usando el aceite de linaza con otros disolventes y barnices que, aplicado en veladuras, conseguía el secado de las capas y facilitaba las correcciones.

## Análisis de la obra
Retrato de un cartujo es un retrato de tres cuartos de un monje anónimo de la Orden de los Cartujos, captado de medio lado mirando directamente al espectador. Como el monje está girado a la derecha, mira por encima del hombro derecho para fijar su mirada en quien observa, creando así una incómoda postura diagonal. Petrus Christus lo equilibra cambiando el eje de la cara del monje hacia la derecha, colocándolo justo en el centro. Para modelar más el hombro derecho del monje que el izquierdo, Christus dibujó un lado del cuerpo más cerca del espectador, añadiendo más profundidad a la obra. Las proporciones de la cara del monje también se exageran: nariz y ojos están alargados a propósito. El efecto global es una silueta exagerada, una técnica de composición que raramente se encuentra en los primitivos flamencos.
El esquema de luz utilizado es también notable; el monje está bañado por una luz intensa, contrastando su figura con el espacio que ocupa. Mientras esta luz, dura y rasante, es típica del contemporáneo Jan van Eyck, la adición de Christus de una segunda fuente de luz opuesta detrás del monje marca este retrato como singular. La luz de la izquierda parece ser un reflejo de dentro del espacio, pero aun así parece que llega de una fuente externa, tal vez de una ventana que pasa desapercibida. El resultado es que la luz llega desde dentro y desde fuera del espacio pictórico, y el monje (especialmente su hábito) se convierte en el punto de unión de las dos, permitiendo a Christus emplear un espectro mucho más completo y más rico de colores y sombreando como si se tratara de una fuente única de iluminación. Este esquema complejo es la razón que hace que la obra parezca tridimensional y realista.

### La mosca y eltrompe-l'œil
La obra incorpora un trampantojo de una mosca en su esquina inferior derecha. Se considera que la adición de trampantojo de moscas en las obras de arte flamencas comenzó en siglo XV, justo cuando Christus pintaba. Los historiadores del arte están generalmente divididos entre dos interpretaciones diferentes acerca de las razones de su uso: muchos consideran que la mosca tiene un simbolismo religioso, con connotaciones de pecado, corrupción, muerte, etc., y creen que la mosca se utiliza para evocar tales imágenes en conexión con Belcebú (El señor de las moscas), una de las representaciones de Satanás. Más recientemente, otros historiadores del arte están empezando a ver estas imágenes como un distintivo profesional. Así, Felix Thürlemann, lo describe como la «representación autoconsciente de la destreza pictórica superior». Se cree que es por eso que generalmente la mosca aparece cerca de la firma del artista (la mosca aparece cerca de Petrus Xdi Me Fecit, insinuando que podría ser el referente del 'me', es decir, del creador del trabajo).

### Halo y restauración de 1994

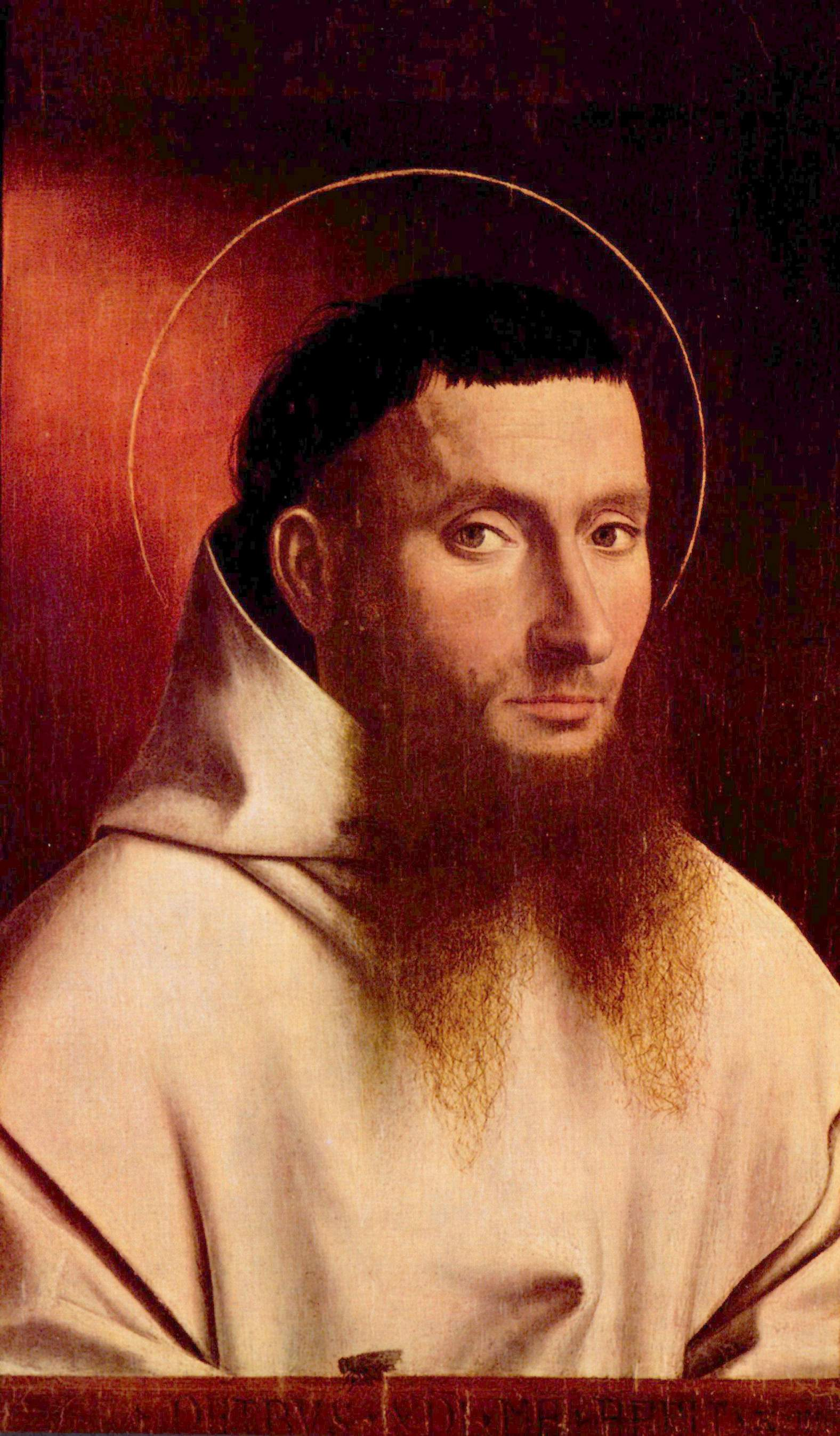
Retrato de un cartujo antes de la restauración para eliminar el halo.

Retrato de un cartujo presentaba un halo de santidad sobre la cabeza del monje cuando fue adquirido por el Museo Metropolitano de Nueva York en 1944. Sin embargo, estos símbolos son extremadamente raros en la pintura primitiva flamenca. Ese halo añadido fue durante tiempo objeto de controversia desde que en 1916 el historiador, Max Friedländer, lo cuestionó. Además, la identificación del personaje con un santo cartujo se puso en duda también, ya que no se conocía ningún hermano cartujo que hubiera sido elevado a la santidad en el sur de los Países Bajos cuando fue pintado el cuadro, alrededor de 1446. Actualmente se cree que se trata de Bruno de Colonia (c. 1030-1101), el fundador de la orden de los cartujos, que fue canonizado en 1623, y que explicaría que un propietario posterior de la pintura quisiera recoger la santificación añadiéndole el halo a la obra.
Finalmente, en 1994, durante la preparación para la exposición del Metropolitano, Petrus Christus: Maestro del Renacimiento de Brujas, la autenticidad del halo fue públicamente examinada por un grupo de especialistas, llegando a la conclusión de que, en efecto, se trataba de una adición posterior. El equipo aceptó mayoritariamente que el halo probablemente se había añadido en España, de donde proceden las primeras noticias del cuadro, en propiedad de la familia Dos Aguas de Valencia en el siglo XVIII. En 1912 la revista Museum publicó una fotografía del cuadro indicando que había pertenecido al virrey de Mallorca, don Ramón de Oms, posiblemente confundiéndolo con Manuel de Oms y de Santa Pau, quien efectivamente fue virrey de Mallorca y murió en Lima en 1710. De él pudo pasar por herencia a la familia Dos Aguas y en el siglo XIX, todavía en Valencia, lo copió el pintor Rafael Montesinos. El industrial estadounidense Jules Bache lo adquirió en 1911. El equipo recomendó que el halo fuera eliminado para hacer más auténtica estéticamente la pintura, y así se hizo. Christus fue uno de los primeros pintores flamencos en jugar realmente con la ilusión de espacio y luz, y la adición del halo forzaba al espectador a mirar el primer plano y por eso enmarcaba el espacio de una manera inapropiada al estilo del autor. Desde la supresión del halo, el Museo Metropolitano ha seguido suprimiendo otros casos dudosos en trabajos de Christus, siendo el más notable el cuadro Un orfebre en su taller.